# Pečenga (fiume)
Il Pečenga (in russo Печенга?; in finlandese Petsamonjoki) è un fiume della Russia europea, tributario del Mare di Barents. Scorre nel Pečengskij rajon dell'oblast' di Murmansk).

## Descrizione
Il fiume ha origine dal lago Pieds"jaur e scorre in direzione nord-orientale. Nella parte superiore attraversa alcuni laghi e ci sono delle rapide. Presso la foce si trova il villaggio di Pečenga, sulla riva del fiume si trova il monastero di Pečenga. Il fiume ha una lunghezza di 101 km, l'area del bacino è di 1820 km².
Il Pečenga è fortemente contaminato da composti di metalli pesanti a seguito dell'attività mineraria nel bacino del fiume.